# Закон на Хофстатър
Законът на Хофстатър (на английски: Hofstadter's law) е шеговито самореферентно (самоотнасящо се) наблюдение, формулирано от американския професор по когнитивни науки Дъглас Хофстатър и наречено на негово име, което гласи:
| „ | Винаги отнема повече време, отколкото очаквате, дори когато сте взели предвид закона на Хофстатър. | “ |

Законът на Хофстатър е част от книгата му от 1979 година „Гьодел, Ешер, Бах: една гирлянда към безкрайността“. Законът е твърдение, отнасящо се за трудността прецизно да се оценява времето, необходимо за изпълняване на задачи от значителна сложност. Често се цитира от софтуерни разработчици, особено в дискусии за техниките за подобряване на продуктивността, като например „Митичният човекомесец“ (The Mythical Man-Month) или екстремното програмиране. Рекурсивният характер на закона отразява широко срещаното затруднение комплексните задачи да бъдат оценявани във времето, въпреки всички полагани усилия, включващи дори осъзнаването, че задачата е комплексна.
Законът оригинално е изведен през 1970-те във връзка с дискусия за програмираните да играят шах компютри, които топ шахматистите продължавали да бият, въпреки че компютрите надминавали играчите по възможностите си за рекурсивен анализ. Вместо да изследват всеки възможен развой на играта до края, шахматистите били способни да се фокусират на определени ходове благодарение на интуицията си. Хофстатър пише „В ранните дни на компютърния шах, хората бяха свикнали да смятат, че ще минат десет години преди компютърът (или компютърна програма) да стане световен шампион. Но когато тези десет години минаха, изглеждаше сякаш денят, в който компютърът ще се окичи със световната титла, продължава да е на едни десет години напред“.